# Партизанские Сопки (посёлок станции)
Партиза́нские Со́пки — посёлок станции в Амурском районе Хабаровского края. Входит в состав Литовского сельского поселения.

## География
Посёлок находится на железнодорожной линии Волочаевка II — Комсомольск-на-Амуре между посёлками Джармен и селом Голубичное.

## Население
| 2002 | 2010 | 2011 | 2012 | 2021 |
| ---- | ---- | ---- | ---- | ---- |
| 29   | ↘5   | →5   | ↘3   | ↗4   |

## Улицы
В населённом пункте имеется одна улица — Таёжная.